# Óriás szőrmoha
Az óriás szőrmoha (Polytrichum commune) egy lombosmoha faj a Polytrichum nemzetségből. 2010-ben Németországban az év mohájának választotta a Bryologisch-lichenologischen Arbeitsgemeinschaft csoport (Mohász- és zuzmó-munkaközösség).

## Jellemzői
Az óriás szőrmoha egy akrokarp (csúcstermő) lombosmoha, mely szemet gyönyörködtető sötétzöld, kékeszöld mély gyepet alkot az erdők alján, nagyon hasonlít az erdei szőrmohához. A növények egyenesek, alig elágazók. A moha 10–40 cm magasságú, és így a legnagyobb európai mohafaj.
A 8–12 mm hosszú levelek spirálisan helyezkednek el a száron, alakjuk keskeny lándzsás. Szárazon erősen a szárhoz simulnak, nedvesen elállóak. A levelek szegélye erősen fogazott. A hasonló kinézetű erdei szőrmoha kifejlett levélerének hátoldalán egy barázda figyelhető meg, míg az óriás szőrmoha levélerének a hátoldala sima. A Polytrichopsida osztályra jellemzően az óriás szőrmoha levelén is vannak a levéllemezre merőleges lamellák (kis lemezek), melyeknek a csúcsi sejtjein egy erős barázda, bemélyedés van.
Spóratokja négyélű, sárga, vörösesbarna színű. A calyptra (a tokot beborító hártya) hosszú, fényes, aranysárga szőrökkel borított. A toknyél hosszú, akár 12–20 cm hosszú is lehet. Hajtásonként egy-egy spóratok fejlődik. Kétlaki faj.

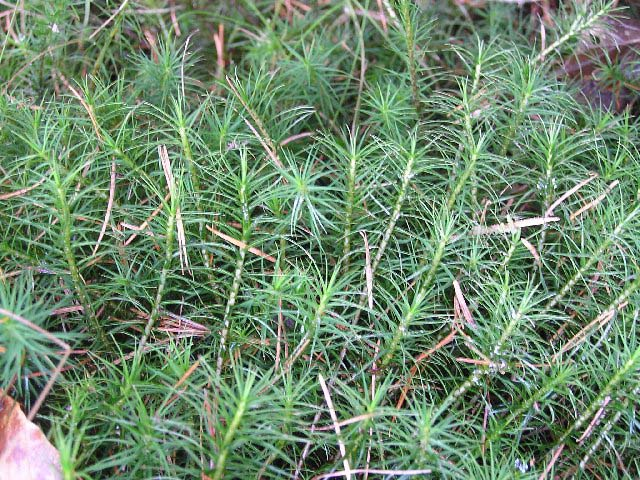
Óriás szőrmoha habitusképe
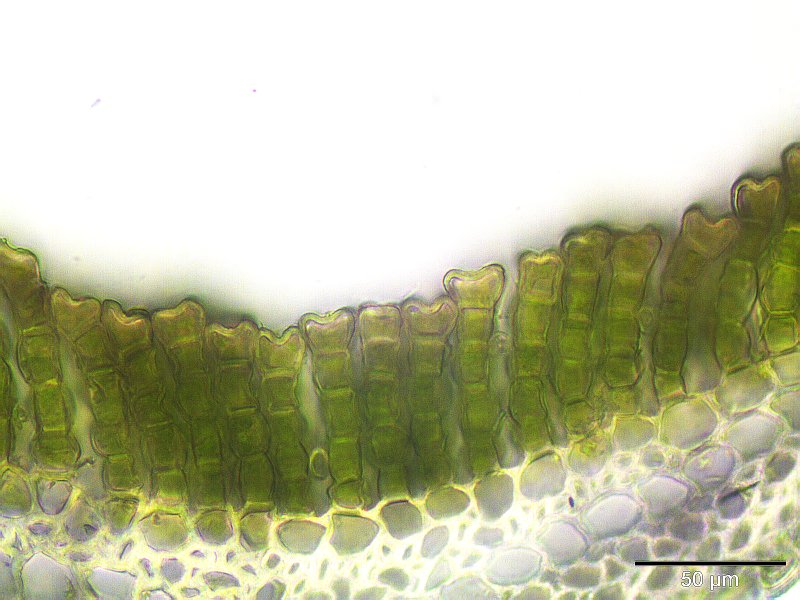
Lamellák a levelek felületén 400-szoros nagyításban
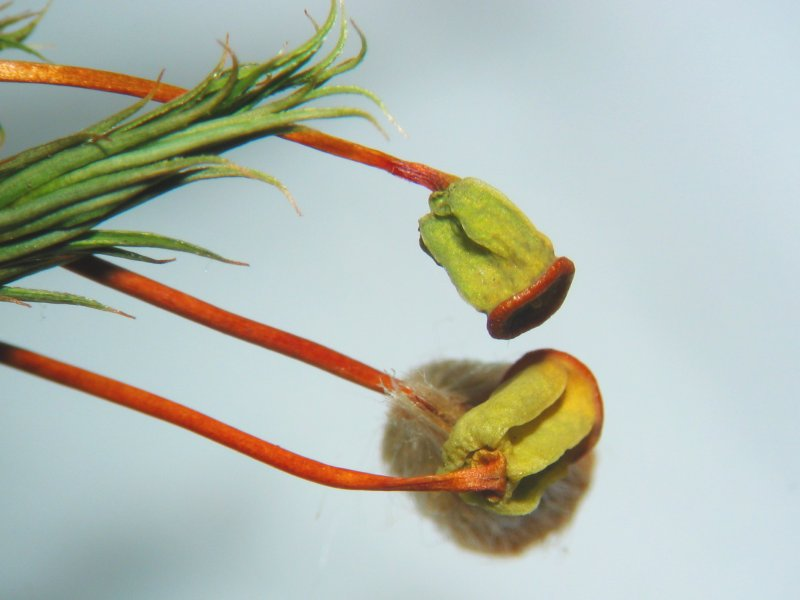
Spóratokok
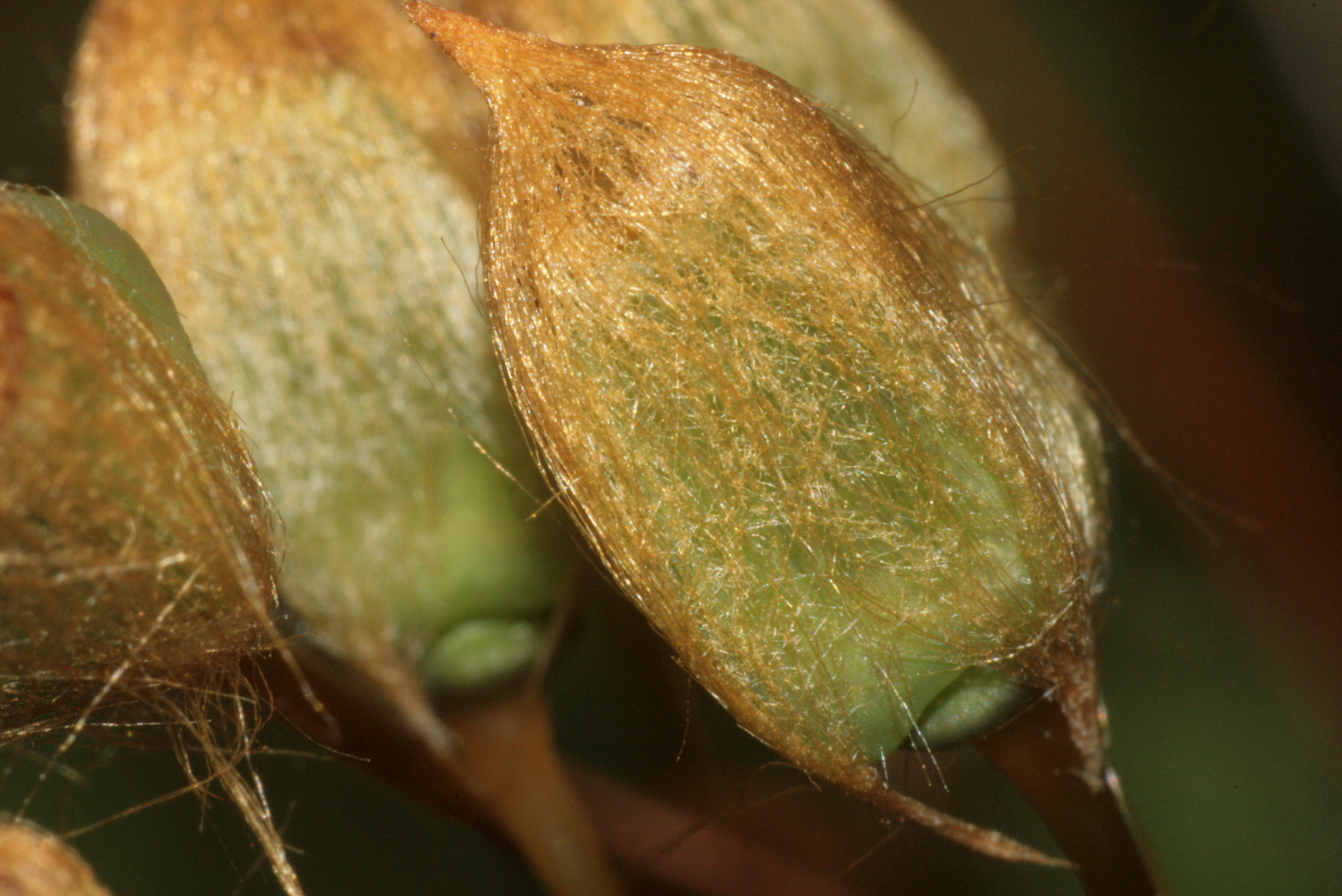
A calyptra szőrei arany színűek

## Felhasználása
Erős szárának köszönhetően a középkorban kötelet fontak ebből a mohából. Ezen kívül a népi gyógyászat különböző betegségek kezelésére is használta, illetve bizonyos alkímiai eljárásokban és mágiára is használták ezt a mohát. Az alkímiában aranyszínű toksüvege miatt (német neve Goldenes Frauenhaarmoos, azaz aranyhaj moha) az aranykészítés során alkalmazták más növényekkel együtt.

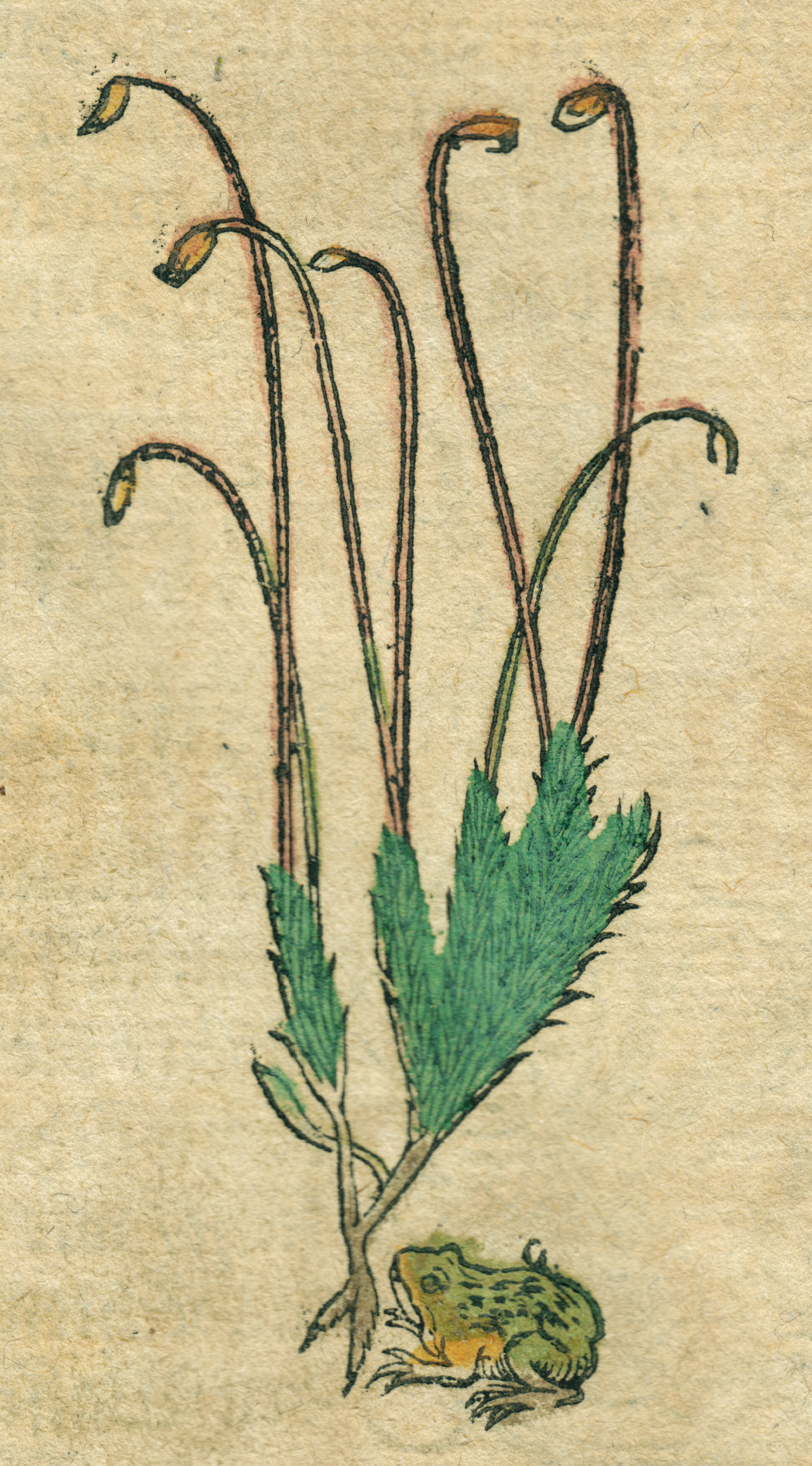
Óriás szőrmoha illusztráció Hieronymus Bock, 1546-os gyógynövényes könyvéből

## Élőhelye, elterjedése
Ez egy kozmopolita faj, az Antarktisz kivételével minden kontinensen megtalálható. Az óriás szőrmoha akár 2000 méteres magasságig is megél a magas hegységekben. Elsősorban a nedves, savanyú talajú fenyőerdőket kedveli, de erdei tőzeglápokban is előfordul (fűz-, nyár- és égerlápokban). Magyarországon nem ritka faj, de csak a középhegységekben és a dunántúli-dombság nedves, lápos élőhelyein található meg. Hazai vörös listás besorolása nem veszélyeztetett (LC).

## Fordítás
Ez a szócikk részben vagy egészben  a   Goldenes_Frauenhaarmoos című német Wikipédia-szócikk ezen változatának fordításán alapul.  Az eredeti cikk szerkesztőit annak laptörténete sorolja fel. Ez a jelzés csupán a megfogalmazás eredetét és a szerzői jogokat jelzi, nem szolgál a cikkben szereplő információk forrásmegjelöléseként.